# Bubo zeylonensis
El búho pescador de Ceilán o búho pescador castaño (Bubo zeylonensis o Ketupa zeylonensis) es una especie de ave strigiforme en la familia Strigidae. Habita en las regiones tropicales y subtropicales de Asia continental y algunas islas costeras. De las cuatro especies vivas de búhos pescadores, es la más ampliamente distribuida, más común y mejor estudiada. Ocupa un área de más de 7000 kilómetros desde el este de China a Palestina.

## Distribución y hábitat
Es residente permanente durante todo el año en la mayoría de las regiones tropicales y subtropicales del subcontinente indio, el Sudeste de Asia y regiones adyacentes. Al oeste de su área de distribución principal, se distribuye irregularmente al Levante  (posiblemente extinta) y el sur de Asia Menor (recientemente redescubierta). Su hábitat típico son los arroyos forestales y bosques aledaños, lagos o campos de arroz. Habita principalmente en tierras bajas, desde bosques abiertos a bosques densos, así como en plantaciones –en las estribaciones del Himalaya se extiende en bosque submontanos de hasta 1500 m s. n. m. Con frecuencia se pasa el día en bosques de bambú o de otros grandes árboles frondosos. Se pueden encontrar alrededor de los depósitos de agua (o jheels en la India), a lo largo de canales en las afueras de los pueblos y en las costas marinas. Las aves occidentales se encuentran en paisajes semiáridos y pueden reproducirse en los oasis de regiones áridas. Independientemente de hábitat, rara vez se apartan lejos de los grandes cuerpos de agua como ríos y lagos.

## Descripción

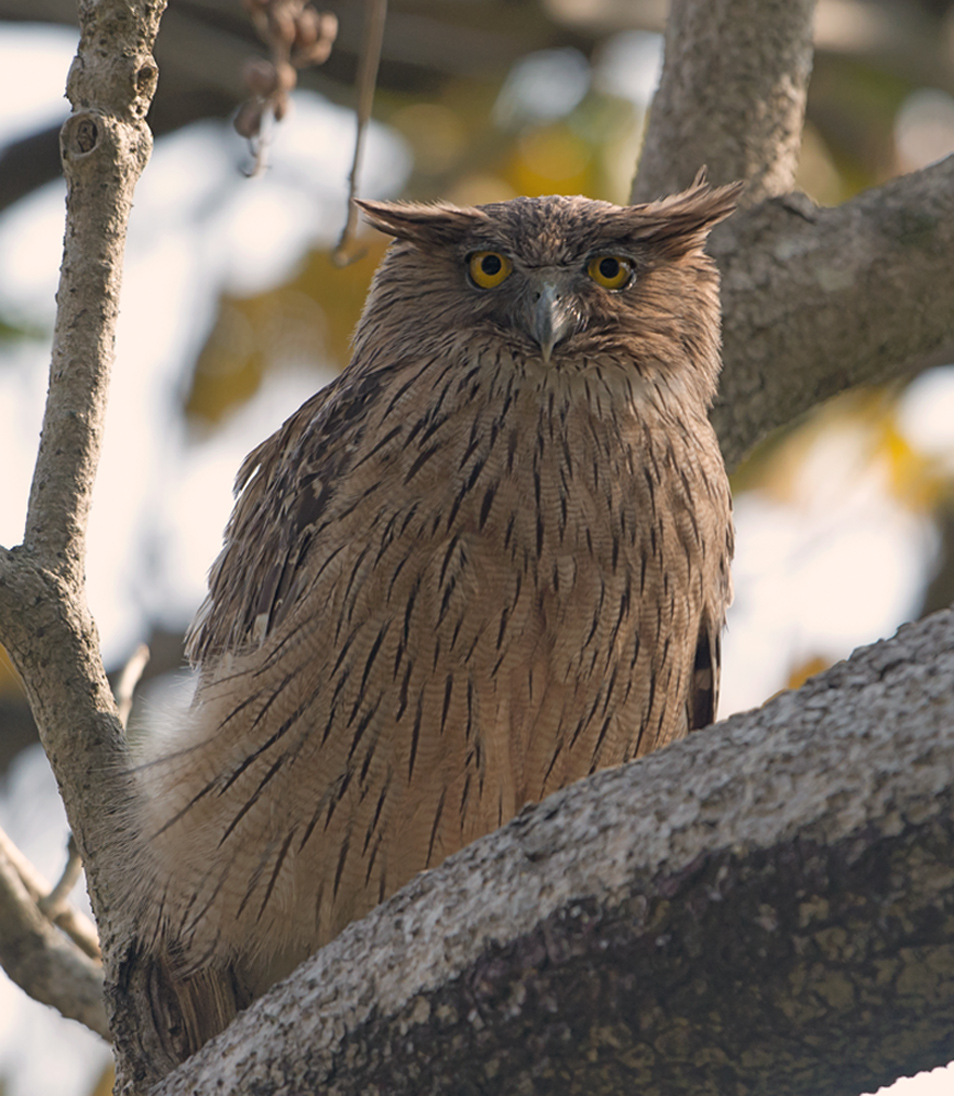
Un búho pescador castaño en la India de la subespecie B. z. leschenault.

Es una especie grande de búho, pero es de un tamaño intermedio entre los otros búhos pescadores. Mide entre 48 y 58 cm de longitud y entre 125 y 140 cm de envergadura. El peso puede variar considerablemente, según los informes, que van desde 1,1 hasta 2,5 kg. Cierta variabilidad en los tamaños en las subespecies se atribuye a la distribución. Tiene mechones prominentes en las orejas, pero como en todos los búhos pescadores, sus mechones cuelgan al lado de la cabeza y tienen un aspecto desaliñado. Las partes superiores son marrón rojizo y fuertemente manchadas de negro o marrón oscuro. Las partes inferiores son de color ante-leonado a blanquecinas, con rayas onduladas de color marrón oscuro y finas barras marrones. La garganta es blanca y puede ser notablemente hinchada, mientras que el disco facial no se distingue. Los iris son de color amarillo dorado, las patas de un amarillo más apagado, y el pico es oscuro. Los sexos no difieren en apariencia, excepto por el tamaño. Los búhos de segundo año de esta especie tienden a ser algo más pálidos que los adultos. En comparación con el búho pescador leonado, con el cual su rango se solapa en Laos y Vietnam, es más marrón y el color en general menos rojizo y la cara menos pálida.
A veces ha sido considerado conespecífico con el búho pescador de Blakiston (Bubo blakistoni), pero hay un vacío de aproximadamente 2000 km en sus distribuciones, sin mencionar numerosas diferencias físicas entre ellos. Sus llamadas se describen como un profundo y trisílabo tu-hoo-hoo, que es aparentemente el canto territorial emitido antes de la reproducción. Su llamada ha sido descrito como similar a la del avetoro común (Botaurus stellaris). Otras llamadas grabadas para el búho pescador castaño han incluido una suave huphuphuphuphuphup o una fuerte huhuhuhuhuhuhu. Otra llamada es un boom-uh-boom.

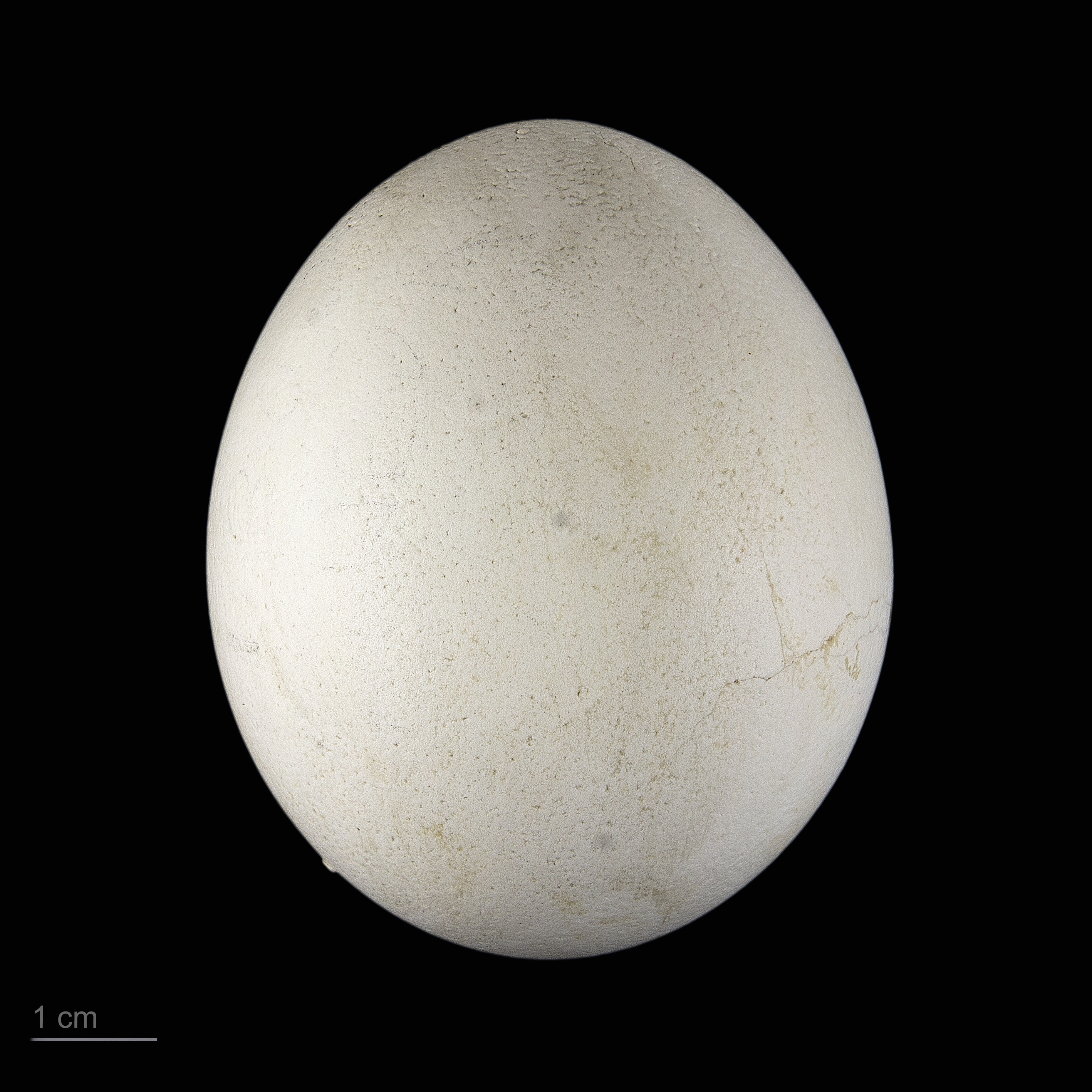
Ketupa zeylonensis - MHNT

## Subespecies

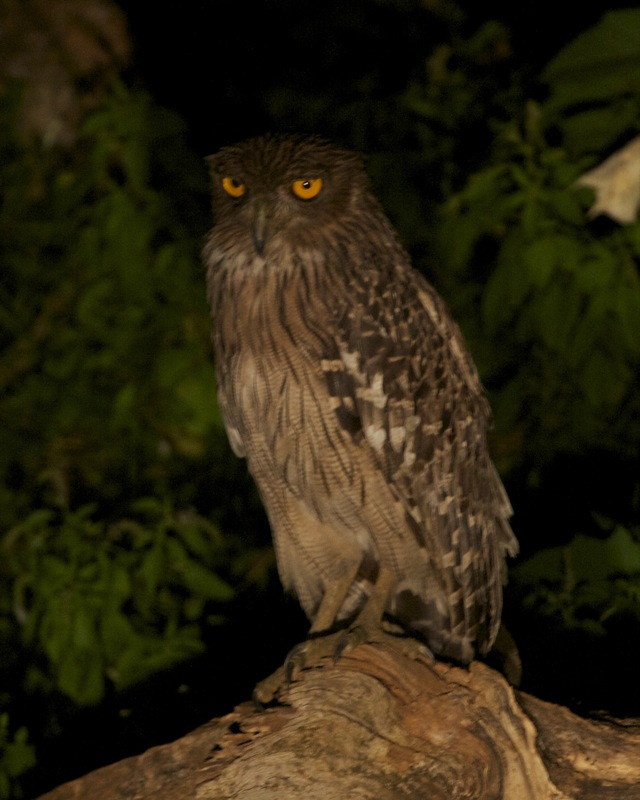
Un búho pescador castaño de la subespecie nominal (zeylonensis), que son más pequeños y más oscuros que otras subespecies.

Tres o cuatro subespecies vivas son aceptadas hoy en día:
- B. z. zeylonensis (Gmelin, 1788) – encontrada en Sri Lanka. Es la subespecie más pequeño y más oscura. La cuerda alar es de 355 a 405 mm, la cola de 177 a 206 mm, el tarso de 85 a 90 mm y el pico de 42 a 48 mm. Los promedios de longitud de las alas son 92% más cortas que en las subespecies del norte.

- B. z. leschenault[13] (Temminck, 1820) – encontrada en el subcontinente indio a Birmania y Tailandia.

- B. z. semenowi (Zarudny, 1905) – en el Levante (posiblemente extinta) y el sur de Asia Menor a través de Mesopotamia (sin registros recientes) a Pakistán.

- B. z. orientalis Delacour, 1926 – noreste de Birmania, Vietnam y sureste de China.